# Uników (województwo świętokrzyskie)
Uników – wieś w Polsce, położona w województwie świętokrzyskim, w powiecie pińczowskim, w gminie Pińczów.
| SIMC    | Nazwa     | Rodzaj     |
| ------- | --------- | ---------- |
| 0263573 | Błonie    | część wsi  |
| 0263580 | Grózda    | część wsi  |
| 0263596 | Zakupniki | przysiółek |
| 0263604 | Załącze   | część wsi  |
| 0263610 | Zator     | część wsi  |

W latach 1975–1998 wieś należała administracyjnie do województwa kieleckiego.
We wsi znajduje się:
- ponad 100 domów
- szkoła podstawowa (1-3)
- świetlica
- remiza strażacka
- oraz 1 sklep wielobranżowy.

W Unikowie pozostał częściowo zniszczony młyn wodny.